# Pero nasuta
Pero nasuta är en fjärilsart som beskrevs av W. Warren 1895. Pero nasuta ingår i släktet Pero och familjen mätare. Inga underarter finns listade i Catalogue of Life.